# Walter Skocik
Walter „Schani“ Skocik (* 6. September 1940 in Schwechat oder Wienerherberg) ist ein ehemaliger österreichischer Fußballspieler und -trainer. Sein erlernter Beruf ist Maschinenschlosser. In den 1960er Jahren gewann er mit Rapid vier Meisterschaften  und dreimal den Pokal. Er kam dabei auch zu 14 Spielen in der Nationalmannschaft. In den 1980er Jahren wurde er als Trainer griechischer Meister mit PAOK.

## Spielerkarriere
Seine Karriere begann Skocik als Mittelfeldspieler bei Rapid Wien, wo er auch seine größten Erfolge feierte. Für diesen Verein bestritt er in 11 Jahren 222 Pflichtspiele und erzielte 40 Tore. Er wurde mit Rapid vier Mal österreichischer Meister (1960, 1964, 1967 und 1968) sowie drei Mal österreichischer Cupsieger (1961, 1968, 1969). Skocik spielte für Rapid 28 Mal im Europacup und erzielte dabei zwei Tore. Er erreichte mit Rapid 1961 das Halbfinale des Meistercups. 1969 wechselte er zum SV Wattens und danach zu SSW Innsbruck. 1973 ging Skocik in die Schweiz zum FC Fribourg und kam 1974 zum FC Vorarlberg.

## Trainerkarriere
1974 übernahm Skocik den SW Bregenz als Spielertrainer, ehe er 1979 als Trainer zu Rapid wechselte, wo er in der Saison 1981/82 nach der 26. Runde (0:3 am 27. März in Innsbruck) durch Rudi Nuske ersetzt wurde. In der Saison 1982/83 betreute er UD Las Palmas. In der Saison 1984/85 wurde er mit PAOK griechischer Meister.

## Erfolge
Spieler
- Österreichischer Meister: 1960, 1964, 1967, 1968
- Österreichischer Cupsieger: 1961, 1968, 1969

Trainer
- Griechischer Meister: 1985